# ژوزف آرتور انکرا
ژوزف آرتور انکرا (انگلیسی: Joseph Arthur Ankrah؛ ۱۸ اوت ۱۹۱۵ – ۲۵ نوامبر ۱۹۹۲) یک سیاستمدار اهل غنا بود.